# Afro-americani
Afro-americanii sunt descendenții populației de origine africană aduse de negustorii de sclavi în Statele Unite ale Americii între 1609 și 1807. În 1860 trăiau 3,5 milioane de sclavi afro-americani. Sclavia a fost abolită definitiv în urma Războiului Civil American (1861-1865). În anul 2000 în Statele Unite trăiau 34,6 milioane de afro-americani, adică 12,3% din populația totală. Cea mai mare concentrație de afro-americani se afla în Statele din Sud.